# Borse Dubai
Die Borse Dubai (auch Borse Dubai Limited) ist eine Holdinggesellschaft in den Vereinigten Arabischen Emiraten, das die Dubai Financial Market (DFM) und Nasdaq Dubai (ehemals DIFX) verwaltet. Borse Dubai wurde 2007 gegründet, um die zwei Börsen der Regierung von Dubai zu konsolidieren und die Position Dubais als globaler Finanzplatz zu stärken.

## Eigentümer
Die Borse Dubai wird größtenteils von der Investment Corporation of Dubai (60 %), der Dubai Group LLC (20 %) und der DIFC Investments LLC (20 %) gehalten.

## Geschichte
Die Börse Dubai wurde am 7. August 2007 gegründet, um die beiden Börsen der Regierung von Dubai sowie bestehende Investitionen in andere Börsen zu konsolidieren und so Dubais Position als globales Kapitalmarktzentrum auszubauen.
Die Börse Dubai nutzt die bestehenden Synergien zwischen beiden Börsen und verbessert die Infrastruktur, um allen Marktteilnehmern besser gerecht zu werden.
Das Wachstumsmandat der Börse Dubai basiert auf dem Dubai Strategic Plan 2015, der Finanzdienstleistungen und Kapitalmärkte als zentralen Schwerpunkt definiert, um die Entwicklung und das Wachstum der regionalen Kapitalmärkte nach höchsten internationalen Standards zu unterstützen.